# The Florentine Dagger
Pour plus de détails, voir Fiche technique et Distribution.
The Florentine Dagger est un film américain réalisé par Robert Florey et sorti en 1935.
Il fait partie des films d'Hollywood dans lesquels la psychanalyse est un élément important du scénario.

## Synopsis
Juan Cesare est un descendant direct de la famille Borgia d'une branche de Vienne. Il pense avoir en lui une fibre meurtrière naturellement acquise auprès de ses parents décédés depuis longtemps. Il est amoureux de Florence Ballau mais le père de cette denrière s'opposse à leur union. 
Plus tard, le père est retrouvé mort avec une dague florentine plantée dans le corps. Juan est alors torturé par l'idée qu'il pourrait être le meurtrier. Mais il y a aussi une gouvernante défigurée dans la maison, qui peut ou non avoir un mobile.

## Fiche technique
- Réalisation : Robert Florey
- Scénario : Tom Reed d'après le roman de 1923 The Florentine Dagger de Ben Hecht
- Photographie : Arthur L. Todd
- Montage : Thomas Pratt
- Musique : Bernhard Kaun
- Société de production : Warner Bros.
- Durée : 69 minutes (7 bobines)[2]
- Date de sortie: 
  - États-Unis : 30 mars 1935

## Distribution
- Donald Woods : Juan Cesare
- Margaret Lindsay : Florence Ballau
- C. Aubrey Smith : Dr. Lytton
- Henry O'Neill : Victor Ballau
- Robert Barrat : l'inspecteur Von Brinkner
- Florence Fair : Teresa Holspar
- Frank Reicher : Stage Manager
- Charles Judels : le propriétaire de l'Hôtel
- Rafaela Ottiano : Lili Salvatore
- Paul Porcasi : policier
- Eily Malyon : Fredericka
- Egon Brecher
- Herman Bing
- Henry Kolker